# Prvački trofej 1994. (hokej na travi)
16. Prvački trofej se održao 1994. godine.

## Mjesto i vrijeme održavanja
Održao se od 17. do 25. ožujka 1994.
Utakmice su se igrale na Nacionalnom hokejaškom stadionu u Lahoreu u Pakistanu.

## Sudionici
Sudjelovali su domaćin Pakistan, branitelj naslova Australija, Njemačka, Nizozemska, Uj. Kraljevstvo i Španjolska.

### Nizozemska
```
Vratari

 
Ronald Jansen
             
Oranje Zwart

 
Bart Looije
               
Amsterdam

Obrana

 
Floris Jan Bovelander
     
HC Bloemendaal

 
Gregory van Hout
          
Amsterdam

 
Erik Jazet
                
HC Bloemendaal

 
Wouter van Pelt
           
HDM

 
Bastiaan Poortenaar
       
HC Klein Zwitserland
 
 
Dave Smolenaars
           
HC Bloemendaal
 

Vezni red

 
Jacques Brinkman
          
Amsterdam

 
Marc Delissen
 ©           
HGC

 
Jeroen Delmee
             
HC Tilburg

 
Stephan Veen
              
HGC

Navala

 
Taco van den Honert
       
Amsterdam

 
Tycho van Meer
            
Oranje Zwart

 
Martijn van Westerop
      
HC Bloemendaal

 
Remco van Wijk
            
HC Bloemendaal

Trener:
                  
Roelant Oltmans

Menedžer:
                Koos Formsma

Liječnik:
                Rob Feenstra

Fizioterapeut:
           Maarten van Dunné
```

## Natjecateljski sustav
Igralo se po jednostrukom ligaškom sustavu. Za pobjedu se dobivalo 2 boda, za neriješeno 1 bod, a za poraz nijedan bod. 
Nakon ligaškog dijela, igralo se za poredak. Prvi i drugi na ljestvici su doigravali za zlatno odličje, treći i četvrti za brončano odličje, a peti i šesti na ljestvici za 5. i 6. mjesto. 6. je ispadao u niži natjecateljski razred.

## Rezultati

### Prvi dio
```
* Nizozemska - Španjolska        4:4
* Njemačka - Australija          2:1
* Pakistan - Uj. Kraljevstvo     4:1
```

```
* Nizozemska - Australija        2:3
* Pakistan - Španjolska          3:1
* Njemačka - Uj. Kraljevstvo     1:0
```

```
* Nizozemska - Pakistan          1:2 
* Njemačka - Španjolska          3:2
* Australija - Uj. Kraljevstvo   5:4
```

```
* Pakistan - Australija          2:0
* Nizozemska - Njemačka          1:1
* Španjolska - Uj. Kraljevstvo   1:1
```

```
* Australija - Španjolska        5:1
* Nizozemska - Uj. Kraljevstvo   5:2
* Pakistan - Njemačka            1:1 
```

### Poredak nakon prvog dijela
```
 1. 
 Pakistan          5      4     1     0     (12: 4)     
9

 2. 
 Njemačka          5      3     2     0     ( 8: 5)      
8

 
 3. 
 Australija        5      3     0     2     (14:11)      
6

 
 4. 
 Nizozemska        5      1     2     2     (13:12)      
4

 
 5. 
 Španjolska        5      0     2     3     ( 9:16)      
2

 
 6. 
 Uj. Kraljevstvo   5      0     0     5     ( 8:16)      
1
```

### Doigravanje
Susreti su se igrali 25. ožujka 1994.
- za 5. mjesto

 Španjolska -  Uj. Kraljevstvo 4:2
- za brončano odličje

 Nizozemska -  Australija 2:2 (raspucavanje 7:6) 
- za zlatno odličje

 Pakistan -  Njemačka 2:2 (5:4 raspucavanje)

## Završni poredak
| Mj. | Momčad          |
| --- | --------------- |
| 1.  | Pakistan        |
| 2.  | Njemačka        |
| 3.  | Nizozemska      |
| 4.  | Australija      |
| 5.  | Španjolska      |
| 6.  | Uj. Kraljevstvo |

| Pobjednici            |
| --------------------- |
| Pakistan Treći naslov |

## Najbolji sudionici
| Najbolji strijelac        |
| ------------------------- |
| Javier Arnau (9 pogodaka) |

## Vanjske poveznice
- Rezultati sa Sports123.com   Arhivirana inačica izvorne stranice od 5. prosinca 2008. (Wayback Machine)
- Velike pobjede pakistanskog hokeja na travi  Arhivirana inačica izvorne stranice od 18. prosinca 2008. (Wayback Machine)